# Blue Christmas
«Blue Christmas» (рус. Грустное Рождество) — американская рождественская песня, написанная Билли Хейзом и Джеем У. Джонсоном. Впервые была записана в 1948 году Доем О’Деллом. Популярность песне принесла версия кантри-певца Эрнеста Табба 1949 года.
В 1957 году песню записал Элвис Пресли для своего альбома «Elvis’ Christmas Album»; эта же запись вышла на сингле в 1964 году. В 1964 году «Blue Christmas» записали The Beach Boys для своего альбома «The Beach Boys’ Christmas Album»; песня тогда же вышла на обратной стороне сингла «The Man with All the Toys». Позже песню также записывали The Partridge Family, Bright Eyes, Селин Дион, Low, Билли Айдол, Александр Рыбак и др.